# Китов, Леонид Леонтьевич
Леонид Леонтьевич Китов (7 апреля 1940, Бобруйск, Могилёвская область — 2013, Минск) — советский борец вольного стиля, призёр чемпионатов СССР, чемпион Европы, мастер спорта СССР международного класса (1970). Увлёкся борьбой в 1963 году. В 1965 году выполнил норматив мастера спорта СССР. Участвовал в семи чемпионатах СССР (1965—1973 годы). Оставил большой спорт в 1973 году.

## Спортивные результаты
- Чемпионат СССР по вольной борьбе 1966 года — ;
- Чемпионат СССР по вольной борьбе 1969 года — ;
- Чемпионат СССР по вольной борьбе 1970 года — ;